# Alliance Française de Sabadell

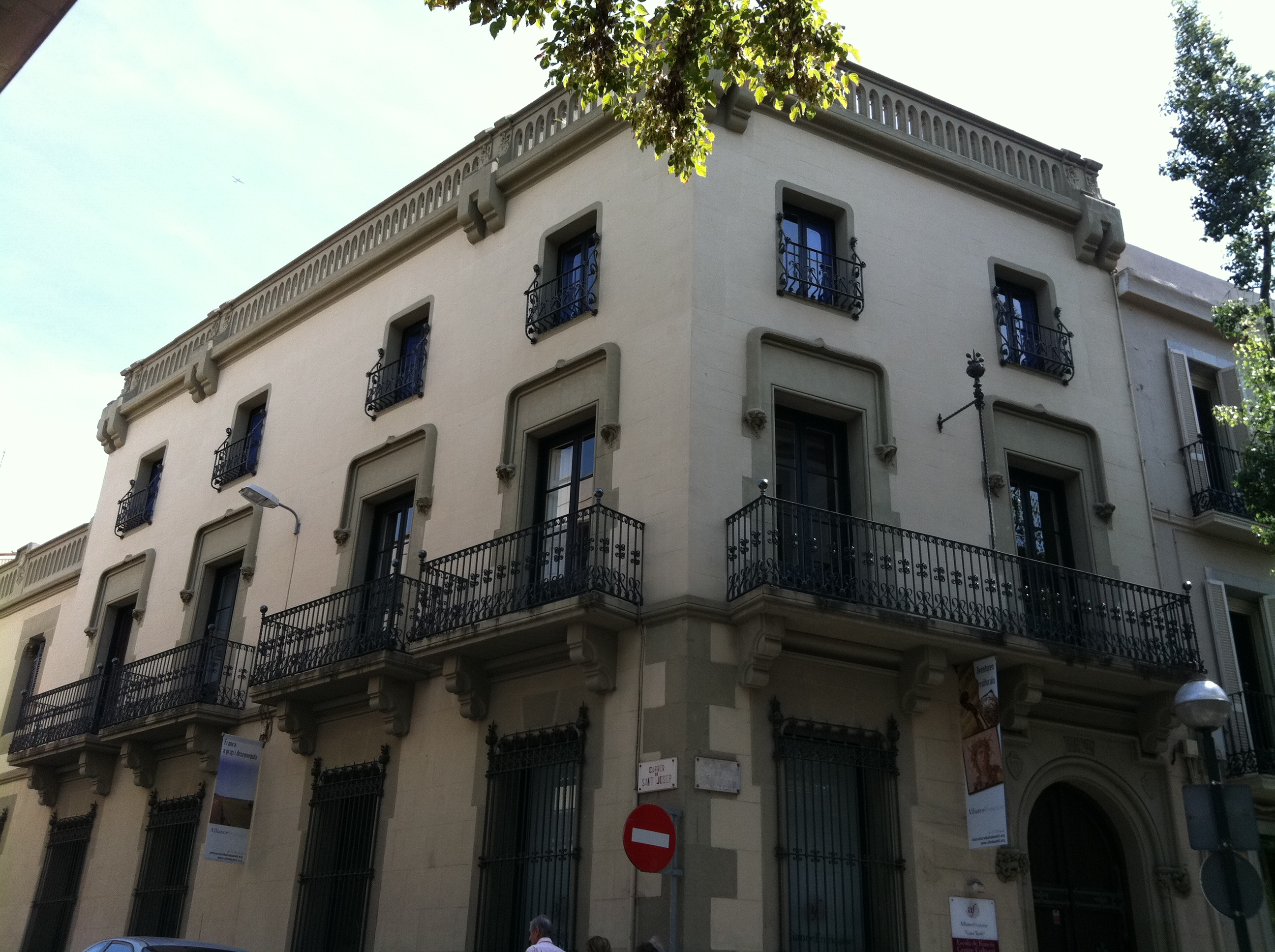
Sede de la Alianza Francesa en Sabadell

La Alianza francesa de Sabadell (en francés: Alliance française de Sabadell) es una asociación autónoma y sin ánimo de lucro que promueve la enseñanza del francés y de la cultura. Figura en el Registro de asociaciones y fundaciones de la Generalidad de Cataluña y sus estatutos están aprobados por la Fundación Alianza Francesa de París. Fue uno de los centros más importantes de la Alianza francesa en España en volumen de estudiantes y el más activo de Europa en programación cultural. A imagen del resto de alianzas francesas del mundo, se inspira en los principios de neutralidad política y confesional, civismo, arraigo en el territorio y apertura a las culturas. Cesó sus actividades en 2018 debido a problemas económicos y de gestión.

## Actividad
En la vertiente de centro lingüístico, impartía cursos de francés en su sede, incluyendo talleres infantiles de verano, y en escuelas y empresas de la región. Actuaba como centro de exámenes oficiales de lengua francesa autorizado por el Ministerio de educación francés, para los diplomas DELF-DALF y TCF, y como centro delegado de la Alianza Francesa de París para los exámenes DAEFLE. Fue colaboradora del Ministerio de Inmigración, Diversidad e Inclusión de Quebec para la formación en lengua francesa de los inmigrantes, y de varias Universidades catalanas y francesas.
En la vertiente cultural, ofrecía exposiciones de artes visuales, conciertos, proyecciones, conferencias, recitales poéticos, representaciones teatrales y cursos de Humanidades a través del Ateneo Alliance.

## Historia
La entidad fue fundada en 1974 por un equipo de jóvenes profesores de francés encabezado por Robert Ferrer Chaler, personalidad referente de la cultura sabadellense. Robert Ferrer fue condecorado en 2007 por el Estado francés como Officier dans l'Ordre des Palmes Académiques, en reconocimiento a su contribución a la difusión de la lengua y la cultura francesas.
En 1995 la entidad adquirió la Casa Taulé, un emblemático edificio construido en 1902 para ser residencia del fabricante de maquinaria textil Josep Taulé, y donde la familia vivió hasta 1958. Con su compra y rehabilitación, la asociación ponía la casa a disposición de la ciudad, fiel a su vocación de servicio público.
El edificio tiene una superficie total de 650 m². En las dos plantas superiores se encontraban las salas de clase y una mediateca. En 2005 se instalaron 36 paneles fotovoltaicos que ocupan la azotea de la casa.La planta baja era un espacio público que contaba con recepción, sala de exposiciones, cafetería-restaurante y patio.
El patio acogía regularmente conciertos, recitales, conferencias y otros acontecimientos dentro de la programación cultural de la entidad. Numerosas personalidades tomaron parte en dicha programación: Rafael Alberti y Louis Aragon en la década de los 80, y más recientemente, figuras del mundo de la música (Jordi Savall, Maria Hinojosa, Fabiola Toupin, Néna Venetsánou las artes visuales (Joan Fontcuberta), Antoni Taulé, Maurice Maillard, Xavier Oriach, Frederic Amat, Tom Carr, Mathieu Pernot las artes escénicas y cinematográficas (el actor Pascal Greggory). la documentalista Simone Bitton y las Humanidades (el economista Frédéric Lordon) el profesor Richard Monvoisin.
En 2018 tuvo que vender la Casa Taulé y cesar sus actividades debido a graves problemas económicos, derivados de la mala gestión y del litigio judicial con el antiguo director Sébastien Bauer. Desde entonces permanece inactiva.